# Jüdische Geisteswelt
Jüdische Geisteswelt (hebräisch מחשבת ישראל; englisch Jewish Thought), auch bekannt als „jüdisches Denken“, „hebräisches Denken“ oder „Denken Israels“, ist ein Fachgebiet jüdischer Studien, das sich mit der Welt des jüdischen Denkens und der jüdischen Kultur und ihrer geschichtlichen Entwicklung im Laufe der Jahrhunderte beschäftigt. Auch die Zusammenhänge, Parallelen und Einflüsse zwischen jüdischen Denkweisen und der Philosophie im Allgemeinen sind Gegenstand der Forschung.
Die dementsprechende Abteilung ist Teil der Fakultät für Geisteswissenschaften der Hebräischen Universität in Jerusalem und gilt als führendes Zentrum für das Fachgebiet in Israel und auf der ganzen Welt.

## Geschichtliche Entwicklung
Die Ursprünge des Fachgebiets können auf das Institut für Jüdische Studien zurückgeführt werden, eines der ältesten akademischen Zentren der Hebräischen Universität, das bereits vor der offiziellen Eröffnung der Universität eingeweiht wurde. In den frühen Jahren des Instituts waren dort einige der führenden Gelehrten aus dem Fachgebiet tätig, darunter Gershom Scholem (seit 1925), Julius Guttmann (seit 1934) und Shlomo Pines (seit 1952).
Der hebräische Begriff für das Fachgebiet wurde ursprünglich von Rabbi Abraham Isaac Kook im Rahmen der Gründung seiner zentralen israelischen Jeschiwa Merkas HaRaw Kook (deutsch: Zentrum des Rabbiners Kook) vorgeschlagen. Das Studienfach gehört heute zum Standard von Jeschiwa-Lehrgängen in Israel und befasst sich dort beispielsweise mit dem Kusari von Jehuda ha-Levi, mit Pflichten der Herzen von Bachja ibn Pakuda, den Büchern des Maharal und den Schriften des Rabbi Kook. Das israelische Bildungsministerium erkannte es als Universitätsstudiengang an, der zu einem formalen Bildungsabschluss führen kann.
In den 1970er Jahren entstand die Abteilung Jewish Thought als Teil der Fakultät für Geisteswissenschaften der Hebräischen Universität Jerusalem durch eine Zusammenlegung der bisherigen Abteilungen Jüdische Philosophie und Mystik, Geschichte des jüdischen Denkens und Ethische und philosophische Literatur. Zu den ursprünglich vertretenen Themenbereichen kamen damals als neue Forschungsschwerpunkte die Themen Jüdisches Denken in der Antike und Moderne jüdische Philosophie hinzu.
Die meisten modernen Zentren und Forschungsinstitute für jüdische Studien wurden von Absolventen der Abteilung Jewish Thought gegründet. Viele Alumni dieser Abteilung sind heute prominente Gelehrte in diesem Bereich und als Lehrer an Jeschiwas oder als Hochschullehrer an israelischen Universitäten tätig.

## Israel-Preis für Forscher auf dem Gebiet
Im Jahr 1994 wurde erstmals ein Wissenschaftler für seine Arbeiten auf dem Gebiet des Jewish Thought mit dem Israel-Preis, der höchsten Auszeichnung des Staates Israel, geehrt.
Bisherige Preisträger waren:
- Eliezer Schweid (1994)
- Joseph Dan (1997)
- Haim Yavin (1997)
- Moshe Idel (1999)
- Aviezer Ravitzky (2001)
- Nahum Rakover (2002)
- Michael Schwarz (2011)
- Yehuda Liebes (2017).